# Johan Ramhorn
Per Johan Ramhorn, född 3 maj 1996, är en svensk fotbollsspelare. Hans tvillingbror, Sebastian, är också fotbollsspelare.

## Karriär
I januari 2017 lånades Ramhorn ut till Åtvidabergs FF över hela säsongen.